# Wojna Ōnin
Wojna Ōnin (jap. 応仁の乱 Ōnin no ran;  właśc. wojna ery Ōnin 1467–1477) – konflikt wewnętrzny w Japonii, który wykazał słabość władzy siogunatu Ashikaga. W jej następstwie Ashikagowie utrzymali panowanie, ale ich władza stała się minimalna i końcowy okres ich siogunatu znany jest jako okres Sengoku („okres kraju w wojnie” lub „era konfliktów militarnych”), ze względu na ciągłe wojny i spory polityczne w ówczesnej Japonii. 

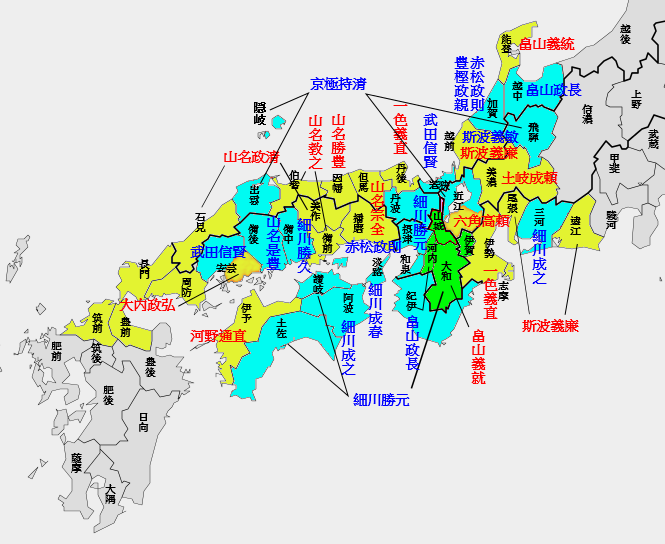
Układ sił podczas wojny Ōnin w 1467 roku: na niebiesko ziemie klanu Hosokawa i sprzymierzeńców, na żółto – rodu Yamana i ich aliantów

Bezpośrednim powodem konfliktu był spór dynastyczny w rodzie Ashikaga. Nie posiadający potomka Yoshimasa Ashikaga (1436–1490) na następcę wybrał swojego brata Yoshimiego (1439–1491). Kilka miesięcy później na świat przyszedł syn Yoshimasy – Yoshihisa. Yoshimasa, siogun mało zainteresowany władzą i dbający głównie o kwestie kulturalne, już wcześniej przekazał praktycznie rządy w ręce urzędników bakufu, co spowodowało osłabienie władzy rodu Ashikaga. Gdy więc zmienił decyzję i planował oddanie władzy synowi, Yoshimi postanowił mu się sprzeciwić i pozyskał w tym celu sprzymierzeńców w postaci ważnego pana feudalnego – Katsumoto Hosokawy (1430–1473) i jego popleczników. Matka Yoshihisy i jej ród sprzymierzyli się z Sōzenem Yamaną (lub Mochitoyo Yamana, 1404–1473) i rodzinami go popierającymi, a osłabiona władza sioguna nie była w stanie zapobiec konfliktowi. 
Tymczasem na prowincji od dłuższego już czasu trwał wzrost siły oddolnych ruchów, w postaci organizujących się chłopów i producentów, z którym sprzymierzali się, jako ich protektorzy, lokalni możnowładcy tzw. sengoku-daimyō, wywodzący swoją władzę nie od nadania ze strony cesarza lub sioguna, lecz legitymizujący ją interesem lokalnej wspólnoty. Kraj od lat tkwił w kryzysie ekonomicznym, cierpiał też z powodu nieurodzaju (klęski głodu w latach 50. XV wieku) i słabych rządów, co pogłębiało napięcia społeczne.
W 1466 roku „armia wschodnia” (wojska Katsumoto Hosokawy, Masanagi Hatakeyamy, Yoshitoshi Shiby i innych) oraz „armia zachodnia” (Sōzen Yamana, Yoshinari Hatakeyama, Yoshinao Isshiki i ich sprzymierzeńcy) podciągnęły pod Kioto. Siogun Yoshimasa zagroził ogłoszeniem zdrajcą tego, kto pierwszy rozpocznie walki, więc obie strony negocjowały i próbowały prowokacji. Ostatecznie w 6 miesiącu 1467 uderzył Hosokawa, ale zdrajcą ogłoszono Yamanę. Rozpoczęły się chaotyczne walki, a rozmaici możnowładcy często przechodzili ze strony na stronę. W wojnę zaangażowały się wszystkie wielkie rody shugo-daimyō, związane z rządem siogunatu.
Yoshimasa trzymał na uboczu konfliktu, budując wspaniały pałac dla swojej matki i piękną willę dla siebie. Abdykował w 1473 roku na rzecz swego syna, który w odróżnieniu od ojca żywił pewne zapędy wojenne, lecz w czasie trwania walk był jeszcze dzieckiem. Konflikt wygasł samoistnie ok. 1477 roku na skutek wyczerpania obu stron. Stolica – Kioto – została w większości spustoszona. Armie powróciły do rodzimych prowincji, ale lokalne walki wciąż jeszcze wybuchały. Powróciwszy do swych prowincji, panowie shugo zorientowali się, że ich władza ma silną oddolną konkurencję w postaci lordów sengoku. Pozbawieni poparcia ze strony stolicy wielcy panowie musieli się szybko dostosować lub tracili władzę na rzecz byłych podwładnych. Odtąd to nie stolica decydowała o losie prowincji, lecz układ sił na prowincji decydował o tym, co działo się w Kioto.
W 1489 roku, dwanaście lat po zakończeniu wojny Ōnin, Yoshihisa Ashikaga zginął w potyczce i jego ojciec pogodził się z bratem. Władza Ashikagów była jednak tak osłabiona, a dawne układy polityczne tak zmienione, że kolejni siogunowie utrzymywali kontrolę tylko nad centralnymi prowincjami. Natomiast prowincjonalni panowie feudalni rośli w siłę, co doprowadziło do serii kolejnych konfliktów, w trakcie których siogunowie byli obalani i przywracani do władzy, aż w końcu władza ich upadła zupełnie. Ze względu na ciągłe walki schyłkowe panowanie Ashikagów znane jest jako okres Sengoku.